# Anna Calvi
Anna Calvi (Londres, 1982) é uma cantora e compositora britânica de indie rock. Anna tem sido comparada a artistas como Patti Smith, PJ Harvey e Siouxsie Sioux.
Em 2011 edita o álbum de estreia homónimo, sendo nomeado para o Mercury Prize 2011, concorrendo assim, com os álbuns de Adele e PJ Harvey, sendo o prémio atribuído a Harvey. Ainda no mesmo ano, Calvi foi incluída na lista BBC Sound of 2011, que elege os 15 artistas mais promissores. O primeiro lugar foi alcançado por Jessie J.

## Biografia
Anna Calvi nasceu em 1982, em Londres, filha de pai italiano. Tendo nascido com problemas de saúde, passou a maior parte do tempo dos seus primeiros três anos de vida, no hospital.  Ainda antes do lançamento do primeiro álbum, era elogiada por Brian Eno,  que se referiu a Calvi como "a maior coisa desde Patti Smith". Em 2010 faz a primeira parte dos concertos de Interpol e da banda de Nick Cave, Grinderman. No dia 11 de Outubro do mesmo ano, lança o seu single de estreia, "Jezebel", uma versão do tema de 1951, celebrizado por Frankie Laine e Edith Piaf. O álbum de estreia homónimo, surge em Janeiro de 2011, pela editora Domino Records.

## Discografia
- 2013- One Breath
- 2011- Anna Calvi

### Singles
- 2011- "Susanne and I"
- 2011- "Desire"
- 2011- "Blackout"
- 2010- "Jezebel"